# لويسون سوس لينس
لويسون سوس لينس (بالفرنسية: Loison-sous-Lens)‏ هي بلدية تقع في إقليم باد كاليه من منطقة نور با دو كاليه في شمال فرنسا. تبلغ مساحة هذه المدينة 3.55 (كم²)، وترتفع عن سطح البحر 24 م، يبلغ عدد سكانها 5586 نسمة حسب إحصاء المعهد الوطني للإحصاء والدراسات الاقتصادية سنة 2009 م. وترأس Daniel Kruszka البلدية خلال فترة (2008-2014).

## أعلام
- فرانسوا بوربوت